# Paetica
Paetica là một chi bướm đêm thuộc họ Noctuidae.